# دور هازلدين
دور هازلدين Hazeldine or Hazeldene Houses

## مقدمة
هازلدين هو عبارة عن موقع يتألف من مجموعة دور وبعض ملحقاتها شيدها الجيش البريطاني في منطقة القيارة، وهي غير الدور التي أنشأت داخل مصفى القيارة، لبعض من العاملين فيه. والقيارة هي إحدى نواحي محافظة نينوى، وتشتهر بكثرة منابع البترول، وعيون القير الممزوجة بالكبريت، كاغلب مناطق العراق.ساعدت هذه الثروات في توجه الاطماع الاستعمارية للمنطقة. فكانت الحرب العالمية الأولى، ووصلت احداثها للعراق، فتوجه الجيش البريطاني اليه فكان سقوط بغداد عام 1917م، وإكمال الاحتلال البريطاني للعراق بعدها. ولوجود تلك الثروات تحت سطح الأرض وفوقها، بدأت بريطانيا بعمليات تنقيب واسعة في عموم البلاد ومنها منطقة القيارة، فارسلت فرق التنقيب من الخبراء والمهندسين، والمعدات بواسطة الطائرات البريطانية التي كانت تهبط بمطار صغير كان يقع جنوب المصفى بمسافة كيلو مترين تقريبا، ويبعد عن نهر دجلة حوالي ثلاثة كيلو مترات، وهو غير مطار قاعدة القيارة الجوية الحالي الذي يبعد عنه حوالي أكثر من عشرة كيلو مترات. إضافة إلى مرور خط سكة حديد قطار بغداد-موصل والذي يقطع هذا المطار الصغير من جهته الشرقية، ويستعان به لنقل الأشخاص والمعدات الداخلة في الصناعة النفطية وذلك لوجود فرع لسكة الحديد تصل إلى داخل مشروع إنشاء مصفى نفط القيارة الذي بدأ بالعمل والإنتاج عام 1950م.
وكانت الفكرة انه لابد من إنشاء مجمع سكني كمكان استراحة لرجال التنقيب من الخبراء والمهندسين، فتم تشييد موقعا شمال مصفى القيارة لإقامة الخبراء والمهندسين من رجال التنقيب من الإنكليز عرفت بدور هازلدين. والتي تركت بعد ذلك ولم تشغل الا عند فيضان نهر دجلة في بداية سبعينيات القرن العشرين، لجأت عوائل العاملين في المصفى إلى دور هازلدين وشغلتها بعد ان داهمت مياه الفيضانات دورهم وقراهم.وبقيت بيوت هازلدين شاخصة إلى وقت قريب مذكرة بايام الاستعمار ورمزا تاريخيا لتلك الحقبة.واليوم لم تبقى منها الا اطلال، وربما بعد احتلال تنظيم داعش، للمنطقة، قد أصبحت أثراٌ من بعد عين.

## إنشاء الدور
بعد إن وقع الاختيار على مكان إقامة المنقبين، شمال المصفى وعلى مسافة تبعد حوالي 2 كم، بوشر بترميم المجمع السكني لإقامة هؤلاء المنقبين، والذي يتكون من ستة دور متلاصقة وفوق كل واحدة قبة صغيرة ماعدا الدور الوسطى قبابها اكبر قليلاً من مجاوراتها، وتحت كل دار سرداب او غرفة بنفس مساحة الغرفة التي فوقها، وفيها شباك مقوس من اعلاه بيضوي الشكل.

## المواصفات
تحتوي كل دار على عدد من الغرف تتراوح بين 3 إلى 4 غرف، وصالة، ومطبخ، وعلى الطراز الغربي، وجميعها شيدت من مادتي الطابوق والجص، حيث كانت توجد ما يقارب ثلاثة معامل لصناعة الطابوق ذات المداخن المرتفعة، وتقع على مقربة من قرية الجدعة جنوب المصفى بمسافة 5 كيلو مترات، وعن شاطيء نهر دجلة حوالي 3 كيلو مترات، وبقيت معالمها شاخصة حتى نهاية ستينيات القرن العشرين. كما تم إنشاء مسبح خاص بسكان المجمع، وكذلك بنيت أيقونة على شكل هيكل متوسطة الأرتفاع، يعلوها صليب، ويعتبر هذا الهيكل كمعبد أو كنيسة لسكان هذه الدور، لممارسة طقوسهم وشعائرهم وذلك بالوقوف أمامه، وأداء بعض الحركات والصلوات الخاصة بمعتقدهم.
وكذلك شرق تلك الدور وعلى بعد يقدر بحوالي كيلو مترين، تم ترميم القصر الأسود المقام منذ أواخر الدولة العثمانية وجعله مركزاً للشرطة، وبناءه مكون من الحجر والجص ، حيث صممت سقوف الغرف لهذا المركز على شكل قباب عددها ست قباب، وتبدوا للناظر من بعيد كأنها بيوت الإسكيمو، وكان بناؤه بشكل طولي، أفقي، يشبه عربات قطار، ويوجد تحت كل غرفة سرداب جعل محبساً للمعتقلين. وقد تم تزويد المجمع من الدور والمركز بالتيار الكهربائي في ذلك الحين.

## التسمية
هناك عدة أقوال حول تسمية المكان بدور هازلدين، ومن هذه الاقوال:
- ان تسمية المكان بهازلدين وهي الأرجح، جاءت نسبة إلى قائد المنطقة البريطاني المهندس العسكري هازلدين الذي شغل في اربعينيات القرن العشرين منصب مدير شركة نفط الموصل، وكان أحد تلك الدور مقراً له للتنقل بين مصفى القيارة وحقل عين زالة النفطي، وقد غادر المكان قبل عام 1958م، وسميت بذلك لكون هازلدين قد سكن فيها.[4]
- نسبة إلى شركة هندسية بريطانية يعتقد ان اسمها هازلدين.[5]
- نسبة إلى منتجع أو فندق سياحي[6] في بريطانيا كان يحمل اسم هازلدين، فأطلق على هذا المجمع للراحة النفسية لساكنيه.
- إعطائه اسماً انجليزياً لسهولة معرفته كعنوان اثناء المراسلات والمخاطبات الداخلية أو الخارجية.
- إضفاء صبغة وجود الدولة المستعمرة، من خلال اطلاق تسمية هازلدين كتسمية بريطانية على المكان.
- نسبة إلى أحد مستشفيات أو دور الرعاية الصحية للمسنين في بريطانيا،[7] وربما كان يحتوي على ردهة أو مركز صحي بهذا الاسم.

## الخلاصة
ان البناء يتطابق مع الخانات الممتدة على هذا الطريق الرابط بين بغداد والموصل وحلب مثل خان نجمة، وحتى قبابه تشبه قباب خان الربع والتي بنيت في العهد العثماني، اما ما جرى عليه من تعديلات بعد الاحتلال البريطاني للموصل كبناء ايقونة دينية للعبادة، ومسبح وغيرها فهي مجرد ترميمات على اصل البناء لغرض السكن، فهو اصلا خان عثماني.